# BE HERO
「BE HERO」（ビーヒーロー）は、2014年9月24日に発売された風男塾の13thシングルである。

## 概要
通常盤のジャケットイラストは浦沢直樹が担当した。
メンバーは、武器屋桃太郎、青明寺浦正、緑川狂平、赤園虎次郎、瀬斗光黄、愛刃健水、雪村涼真。
この曲をもって、武器屋桃太郎が卒業。

## 収録曲
テイチクレコード公式サイト内の紹介ページによる。

### 通常盤
1. BE HERO
  - 作詞：はなわ/作曲：はなわ・大智/編曲：成田忍・大智
2. 七色の鳥
  - 作詞：はなわ/作曲：はなわ・大智/編曲：成田忍
3. ジュクウォーカー
  - 作詞：HANAWA・miyakei/作曲：DAICHI・Chris Wahle・Bruce R F Smith・Mats Ymell/編曲：Shinobu Narita・kwon misoo

4トラック目から6トラック目は、それぞれ上記3曲のインストゥルメンタル曲となっている。

### 限定盤
収録曲はいずれも以下の通りとなっている。
1. BE HERO
2. 七色の鳥

- 限定盤A（「BE HERO」ミュージックビデオ収録のDVD付き）
- 限定盤B（上記限定盤Aのミュージックビデオのメイキング映像収録のDVD付き）